# WrestleMania 37
WrestleMania 37 è stata la trentasettesima edizione dell'omonimo evento in pay-per-view prodotto annualmente dalla WWE. L'evento si è svolto in due date, il 10 aprile e l'11 aprile 2021, al Raymond James Stadium di Tampa (Florida).
In origine, l'evento si sarebbe dovuto svolgere il 28 marzo 2021 al SoFi Stadium di Inglewood (California), ma la pandemia di COVID-19 ha reso improbabile che l'evento potesse svolgersi in quel luogo con un pubblico. La Florida, tuttavia, ha revocato tali restrizioni e la WWE a sua volta ha posticipato la data dell'evento e l'ha spostata al Raymond James Stadium di Tampa, che era la sede originariamente prevista per WrestleMania 36, prima che la pandemia costringesse la federazione a registrare l'evento a porte chiuse al Performance Center di Orlando (Florida). Di conseguenza, l'evento garantirà la presenza del pubblico, seppur in numero contenuto, durante la pandemia.
Analogamente all'edizione dell'anno prima, anche questa edizione di WrestleMania verrà divisa in due serate, e anche in questo caso la WWE ha scelto come tema dell'evento la pirateria. Il 19 marzo 2021 Hulk Hogan e Titus O'Neil vennero annunciati come presentatori dell'evento.

## Storyline
Il 31 gennaio 2021, alla Royal Rumble, Edge vinse l'omonimo match eliminando per ultimo Randy Orton, conquistando un'opportunità titolata per un titolo mondiale per WrestleMania 37. In seguito, Edge cominciò ad apparire a Raw, SmackDown e NXT per scegliere quale campione affrontare, rimanendo sempre misterioso sulla scelta. Il 21 febbraio, a Elimination Chamber, Roman Reigns difese con successo l'Universal Championship contro Daniel Bryan in poco tempo, ma venne attaccato da Edge con la sua spear, annunciando di fatto che i due si affronteranno a WrestleMania 37. Tuttavia, nella puntata di SmackDown del 5 marzo Daniel Bryan sconfisse Jey Uso in uno Steel Cage match, ottenendo il diritto di sfidare Roman Reigns per l'Universal Championship a Fastlane, rendendo dunque incerto chi sarebbe stato lo sfidante di Edge a WrestleMania 37. A Fastlane, poi, Reigns difese con successo il titolo contro Bryan, in un match in cui Edge era lo special enforcer. Durante il match, Bryan fece cedere Reigns ma l'arbitro era stato messo fuori gioco ed Edge attaccò entrambi con una sedia, permettendo a Reigns di schienare Bryan. Per tale motivo, durante la puntata di SmackDown del 26 marzo, venne sancito che il main event di Wrestlemania sarebbe stato un Triple threat match tra Reigns, Edge e Bryan con in palio l'Universal Championsip.
Il 31 gennaio 2021, alla Royal Rumble, Bianca Belair vinse il Women's Royal Rumble match eliminando per ultima Rhea Ripley, conquistando un'opportunità per un titolo femminile per WrestleMania 37. Dopo alcune puntate di stallo, nella puntata di SmackDown del 26 febbraio Bianca ha scelto di affrontare Sasha Banks per lo SmackDown Women's Championship a WrestleMania 37.
A Elimination Chamber, Drew McIntyre difese con successo il WWE Championship in un Elimination Chamber match contro AJ Styles, Jeff Hardy, Kofi Kingston, Randy Orton e Sheamus; al termine dell'incontro, Bobby Lashley attaccò brutalmente McIntyre, consentendo poi a The Miz di incassare il Money in the Bank per conquistare per la seconda volta il WWE Championship. Nella puntata di Raw del 1º marzo Lashley sconfisse poi The Miz in un Lumberjack match conquistando il WWE Championship, difendendolo poi nella rivincita della settimana dopo. In seguito, McIntyre sfidò Lashley per il WWE Championship a WrestleMania 37. Nella puntata di Raw del 22 marzo McIntyre sconfisse Cedric Alexander e Shelton Benjamin (compagni di Lashley nell'Hurt Business) in un 2-on-1 Handicap match, proibendogli di supportare Lashley e bordo ring a WrestleMania 37.
Nella puntata di Raw del 15 marzo il New Day (Kofi Kingston e Xavier Woods) sconfisse l'Hurt Business (Cedric Alexander e Shelton Benjamin) conquistando per la quarta volta il Raw Tag Team Championship. Successivamente, AJ Styles e Omos sopraggiunsero e sfidarono il New Day per il Raw Tag Team Championship a WrestleMania 37.
Nella puntata di Raw del 22 marzo Rhea Ripley debuttò nello show avendo un confronto con la Raw Women's Champion Asuka, sfidandola per il Raw Women's Championship a WrestleMania 37, sfida subito accettata dalla campionessa.
A TLC: Tables, Ladders & Chairs, Randy Orton sconfisse "The Fiend" Bray Wyatt in un firefly inferno match. Nel post match, Orton cosparse di benzina l'avversario e gli diede fuoco. A seguito di ciò, Alexa Bliss, alleata di Wyatt, iniziò a perseguitare Orton, costandogli anche diversi match. Il 15 marzo a Raw, Bliss sfidò Orton a Fastlane, e quest'ultimo accettò nella speranza di liberarla da Wyatt. A Fastlane, poi, Alexa sconfisse Orton in un Intergender match grazie al ritorno di "The Fiend", il quale riemerse dal ring. La sera dopo, a Raw, Alexa evocò nuovamente "The Fiend", il quale attaccò Orton. Un match tra "The Fiend" e Orton venne annunciato per WrestleMania 37.
Nella puntata di Raw del 15 marzo Shane McMahon, dopo settimane in cui aveva preso in giro Braun Strowman, definendolo "stupido", accettò la sua sfida in un match singolo: tale "incontro", terminò con McMahon che attaccò Strowman, riempiendolo di vernice verde e insultandolo. A Fastlane, McMahon avrebbe dovuto affrontare Strowman, ma a causa di un infortunio al ginocchio l'incontro saltò, e ad affrontare Strowman fu invece Elias, che venne facilmente sconfitto. Strowman sconfisse nuovamente Elias la sera dopo a Raw, e sfidò McMahon per WrestleMania 37, e dato che Strowman avrebbe potuto scegliere la stipulazione, il 29 marzo egli scelse che l'incontro sarebbe stato uno Steel cage match.
Nella puntata di Raw del 1º febbraio il rapper Bad Bunny venne ospitato al Miz TV di The Miz e John Morrison, dopo che la sera prima, alla Royal Rumble, Bunny aiutò Damian Priest attaccando Miz e Morrison con un volo dalle corde durante il royal rumble match. Le strade tra i due si divisero, dopo che Bunny, affiancato da Priest, conquistò il 24/7 Championship e The Miz si occupò di conquistare il WWE Championship a Elimination Chamber incassando il Money in the Bank su Drew McIntyre, e nella puntata di Raw del 22 marzo The Miz sfidò Bunny a WrestleMania 37; poco dopo, The Miz sconfisse Jeff Hardy e a match concluso venne colpito alle spalle da Bad Bunny con una chitarra, confermando la sfida per WrestleMania 37.
Durante la puntata di SmackDown del 19 marzo, Sami Zayn venne sconfitto da King Corbin; nel post match, Zayn colpì con l'Helluva Kick Kevin Owens, seduto al tavolo di commento su invito dello stesso Zayn. Nella puntata di SmackDown del 26 marzo, durante il KO Show, Owens sfidò l'ex-amico per WrestleMania 37.
Nella puntata di SmackDown del 12 febbraio, Seth Rollins fece il suo ritorno sui ring dello show blu dopo la sua apparizione alla Royal Rumble, tenendo un discorso a tutti gli atleti; dopo essere rimasto da solo sul ring, attaccò Cesaro, colpevole a suo dire di avergli mancato di rispetto. Nella puntata del 19 marzo, l'ex compagno di tag team di Cesaro, Shinsuke Nakamura, sfidò Rollins per un match a Fastlane, dove a prevalere fu Rollins. Nella puntata del 26 marzo, Rollins sconfisse nuovamente Nakamura, ma venne attaccato dal rientrante Cesaro. Tornato nel backstage, Rollins sfidò lo svizzero per un match a WrestleMania 37, che Cesaro accettò dopo averlo nuovamente attaccato.
Dopo aver fallito l'assalto all'Intercontinental Championship di Big E, Apollo Crews effettuò un turn heel e iniziò ad abbracciare le sue origini nigeriane. Nell'episodio di SmackDown del 19 febbraio, dopo la sconfitta contro Shinsuke Nakamura dove Big E era al tavolo di commento, Crews attaccò il giapponese, che fu salvato da Big E, ma per tutta risposta, Crews attaccò il campione intercontinentale con i gradoni d'acciaio, mettendolo fuori combattimento per alcune settimane. Big E lanciò una open challenge dove ha mantenne il titolo contro Sami Zayn. Dopo il match Crews accecò Big E e lo attaccò ancora una volta con i gradoni d'acciaio. Nel corso della puntata, fu annunciato che Big E avrebbe dovuto difendere il titolo contro Crews a Fastlane, dove trionfò Big E nonostante uno schienamento dubbio, e al termine del match Crews attaccò brutalmente il campione intercontinentale. Il 26 marzo, durante un Six-man Tag Team match a SmackDown, Crews schienò Big E, e poco dopo un altro match tra i due, valevole per il titolo intercontinentale, venne sancito per WrestleMania 37.
Nella puntata di Raw del 22 marzo Sheamus venne sconfitto dal WWE Champion Bobby Lashley in un match non titolato; poco dopo, nel backstage, Sheamus venne avvicinato dallo United States Champion Riddle, il quale venne poi attaccato dalo stesso Sheamus per mezzo del monopattino dello stesso Riddle. La settimana dopo Sheamus sconfisse Riddle in un match non titolato, e venne dunque sancito un mach tra i due per lo United States Championship a WrestleMania 37.

## Risultati

### Prima serata
| # | Match | Stipulazioni                                                                            | Durata |
| - | --- | --------------------------------------------------------------------------------------- | ------ |
| 1 | Bobby Lashley (c) (con MVP) ha sconfitto Drew McIntyre per KO tecnico                                                                     | Single match per il WWE Championship                                                    | 18:20  |
| 2 | Natalya e Tamina hanno sconfitto Dana Brooke e Mandy Rose, Lana e Naomi, Carmella e Billie Kay e la Riott Squad (Liv Morgan e Ruby Riott) | Tag team turmoil match per determinare le sfidanti al WWE Women's Tag Team Championship | 14:15  |
| 3 | Cesaro ha sconfitto Seth Rollins | Single match                                                                            | 11:35  |
| 4 | AJ Styles e Omos hanno sconfitto il New Day (c) (Kofi Kingston e Xavier Woods)                                                            | Tag team match per il WWE Raw Tag Team Championship                                     | 9:45   |
| 5 | Braun Strowman ha sconfitto Shane McMahon                                                                                                 | Steel cage match                                                                        | 11:25  |
| 6 | Bad Bunny e Damian Priest hanno sconfitto John Morrison e The Miz                                                                         | Tag team match                                                                          | 15:05  |
| 7 | Bianca Belair ha sconfitto Sasha Banks (c)                                                                                                | Single match per il WWE SmackDown Women's Championship                                  | 17:15  |

### Seconda serata
| # | Match                                                                          | Stipulazioni                                                       | Durata |
| - | ------------------------------------------------------------------------------ | ------------------------------------------------------------------ | ------ |
| 1 | Randy Orton ha sconfitto "The Fiend" Bray Wyatt (con Alexa Bliss)              | Single match                                                       | 5:50   |
| 2 | Nia Jax e Shayna Baszler (c) hanno sconfitto Natalya e Tamina                  | Tag team match per il WWE Women's Tag Team Championship            | 14:20  |
| 3 | Kevin Owens ha sconfitto Sami Zayn (con Logan Paul)                            | Single match                                                       | 9:20   |
| 4 | Sheamus ha sconfitto Riddle (c)                                                | Single match per il WWE United States Championship                 | 10:50  |
| 5 | Apollo Crews ha sconfitto Big E (c)                                            | Nigerian drum fight match per il WWE Intercontinental Championship | 6:50   |
| 6 | Rhea Ripley ha sconfitto Asuka (c)                                             | Single match per il WWE Raw Women's Championship                   | 13:30  |
| 7 | Roman Reigns (c) (con Paul Heyman e Jey Uso) ha sconfitto Daniel Bryan ed Edge | Triple threat match per il WWE Universal Championship              | 22:40  |